# Uprząż (wspinaczka)

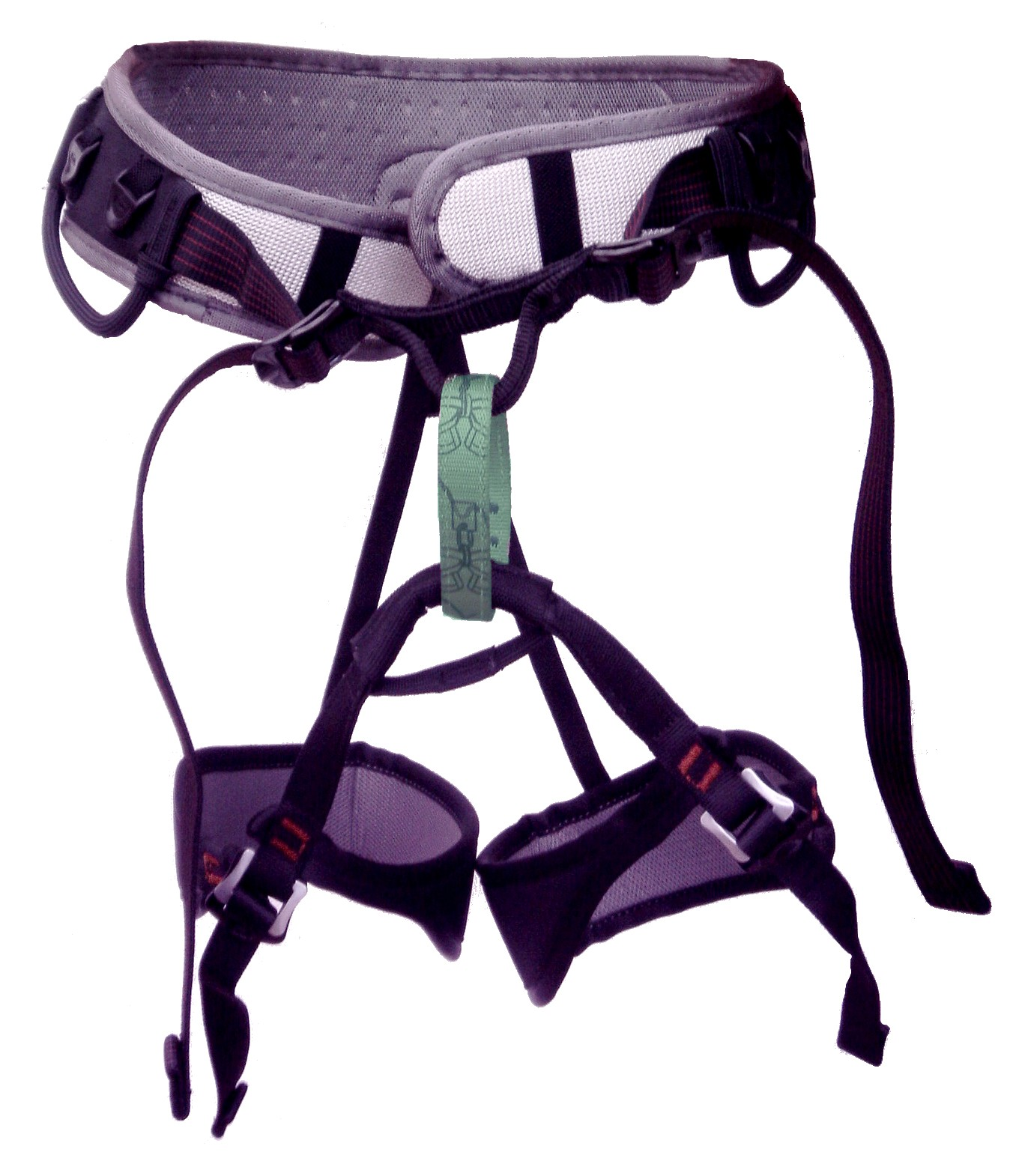
Uprząż biodrowa

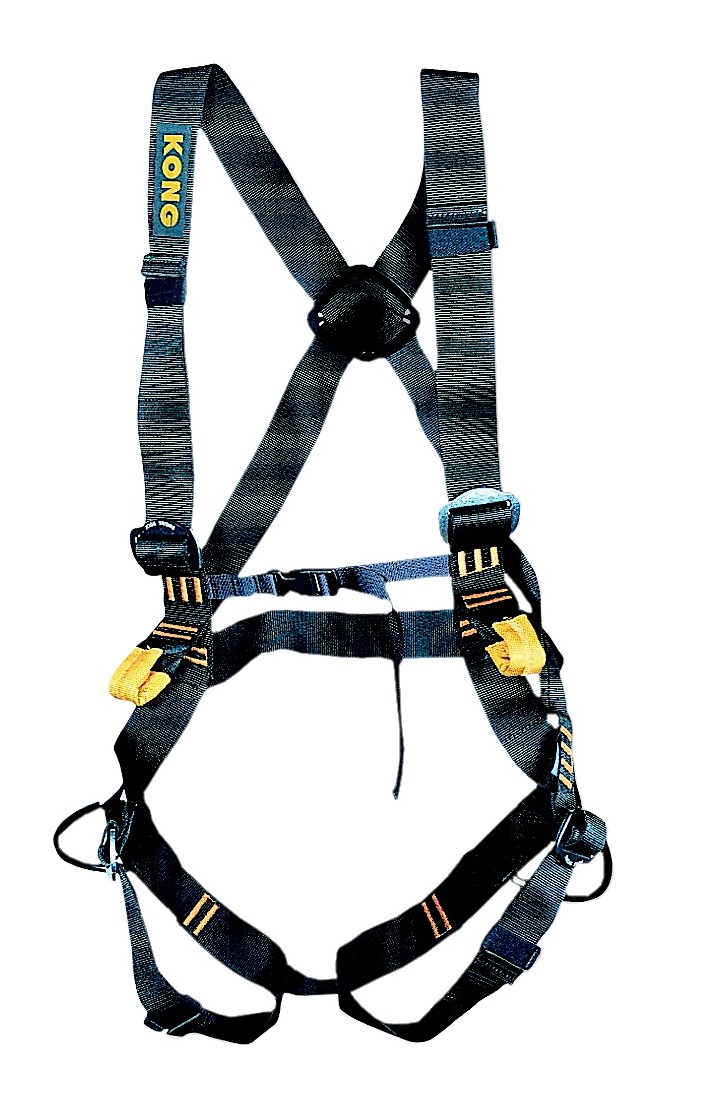
Uprząż pełna

Uprząż wspinaczkowa – sprzęt wspinaczkowy używany do asekuracji.
Rozróżnia się trzy rodzaje uprzęży wspinaczkowych pod względem budowy:
- uprząż biodrowa – składa się z pasa biodrowego oraz dwóch pasów zakładanych na uda; jest najpopularniejszym rodzajem uprzęży wspinaczkowej;
- uprząż piersiowa (pas piersiowy) – jest zakładana na klatkę piersiową, dookoła ramion. Nie powinna być stosowana samodzielnie, a jedynie jako uzupełnienie uprzęży biodrowej w przypadku przechodzenia specyficznych rodzajów dróg wspinaczkowych lub wspinaczki z obciążeniem – np. ciężkim plecakiem;
- uprząż pełna – układ pasów obejmujących całe ciało – często z wyróżnionymi częściami biodrową i piersiową; jest stosowana najczęściej podczas prac wysokościowych, w przemyśle, ratownictwie oraz dla dzieci do lat dwunastu;

Dzięki swojej konstrukcji uprząż pełna zapewnia wyższe bezpieczeństwo w razie odpadnięcia wspinacza, natomiast uprząż biodrowa jest kompromisem pomiędzy bezpieczeństwem a wygodą użytkowania; w szczególności nie należy jej używać w połączeniu z plecakiem, gdyż przesunięty ku górze środek ciężkości może spowodować obrót odpadającego wspinacza głową w dół.
Pod względem wyposażenia uprzęży w akcesoria dodatkowe rozróżniamy:
- uprząż skałkową – dostosowana do specyfiki wspinaczki skałkowej: nie ma regulowanych pasów udowych i posiada mniejszą liczbę pętli na akcesoria wspinaczkowe – tzw. szpejarek – dzięki temu jest lżejsza;
- uprząż górską – dostosowana do specyfiki wspinaczki górskiej: priorytetem jest komfort prowadzenia dróg wielowyciągowych – gdzie dłużej wisi się w uprzęży i jednocześnie posługuje się większą ilością akcesoriów.